# Prey Kabbas
Prey Kabbas (tiếng Khmer: ព្រៃកប្បាស) là một huyện thuộc tỉnh Takéo, phía nam Campuchia. Theo thống kê năm 1998, dân số toàn huyện là 85.880 người.